# Gilbert (luchador)
Gilbert Cruz es un luchador puertorriqueño que actualmente trabaja para la World Wrestling Council. Debutó en la lucha libre de la mano de Savio Vega en el 2009 en la International Wrestling Association de Puerto Rico. Cruz ha sido cuatro veces campeón mundial al haber logrado cuatro veces el Campeonato Universal Peso Pesado de la WWC.

## Carrera

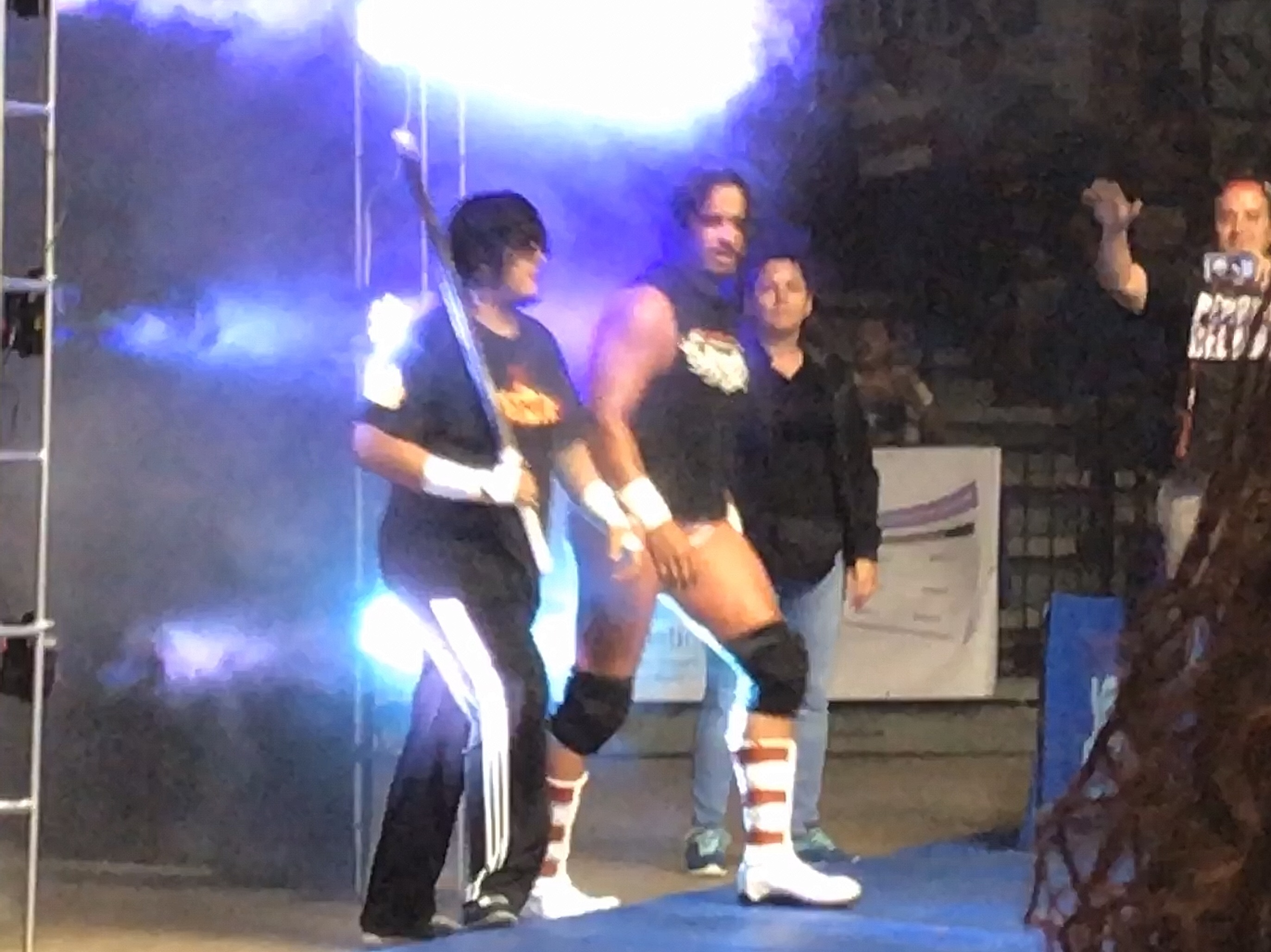
Ray González Jr. (izquierda) and Gilbert (derecha) en el World Wrestling Council

### International Wrestling Association (2009 - 2010)
Debutó en el 2009 en la International Wrestling Association, e inmediatamente se vio envuelto en un feudo con Richard Rondón quien atacó a Gilbert cuando este se encontraba entre la audiencia. Gilbert se enfrentó en varias ocasiones a Richard Rondon y permaneció como luchador técnico hasta que se unió a La Compañía el principal bando rudo en la IWA durante la época, liderado por Savio Vega y luego por Joe Bravo (renombrándolo como Grupo Elite). En este grupo Gilbert adoptó el nombre de "The Future Hall of Famer". Durante su estancia conquistó el IWA World Tag Team Championship junto con su compañero Rick Stanley, títulos que perdieron en el Juicio Final 2010. Más tarde ganó el Campeonato Intercontinental de la IWA, título que ostentó hasta su último día en la empresa.

### World Wrestling Council (2010-presente)

#### Debut, Primeros Feudos y El Invader
El 31 de julio de 2010, durante el evento "La Revolución" Gilbert hizo su debut en la World Wrestling Council interfiriendo en la lucha defensa titular de Ray Gonzalez ante Shelton Benjamin costándole así el Campeonato Universal Peso Pesado de WWC. Acompañado de José Chaparro Gilbert se presentó esta vez con el seudónimo "The Precious One". Aunque siguió con el mismo nombre su personaje evolucionó, tomando como base a Terry Benedict personificado por el actor Andy Garcia en Ocean's Eleven con quien guarda semejanzas físicas. Durante las siguientes semanas Gilbert se dedicó a buscar a Ray Gonzalez quien se encontraba semirretirado de la lucha libre pero sus esfuerzos resultaron infructuosos y el ángulo quedó incompleto cuando Ray Gonzalez fue a IWA. Dejando a Ray Gonzalez a un lado se dedicó a lanzar retos a luchadores a quienes derrotaba con facilidad semana tras semana. Inició un feudo con Joe Bravo (líder de Grupo Elite) quien recién llegaba de IWA molesto por este no siguió sus instrucciones de acabar con Gonzalez. Para noviembre Gilbert se coronó Campeón de Puerto Rico de WWC al derrotar al El Sensacional Carlitos. En febrero de 2011 comenzó su sección "La Opinión de Gilbert" donde invitaba a leyendas como Carlos Colón, Huracán Castillo Jr., El Profe, Rico Suave, El Invader #3, El Invader #4, Hercules Ayala para humillarlos y atacarlos. En abril de 2011 compitió en un torneo por el Campeonato Universal que envolvia a Shane Sewell, Steve Corino y Carlito por el Campeonato Universal pero no tuvo éxito. Luego de esto El Sensacional Carlitos convence a El Invader #1 de volver a WWC y reconciliarse con Carlos Colón, momento que interrumpe Gilbert para atacar a El Invader #1. Esto lo llevó a enfrentarlo en Aniversario 2011, junto a Chicky Starr como su asesor y árbitro de la lucha que marcaba el regreso del Invader #1 después de 5 años de inactividad.

#### Ángulo interpromocional
La IWA invadió a la WWC durante el evento Aniversario 2011, hecho que convocó que WWC invadiera a IWA en su magno evento Summer Attitude. Durante esta presentación Gilbert interrumpió la Ceremonia de Exaltación al Salón de la Fama de IWA, de Víctor Quiñones, y prosiguió a insultar su memoria y destruir un cuadro preparado en su memoria.

#### Campeonato Universal y Feudo con Ray Gonzalez
Gilbert prosiguió a buscar a Carlito para obtener una oportunidad por el Campeonato Universal. Sin embargo Víctor Jovica presidente de WWC lo programó a encuentros donde se disputaba el primer contendiente ante Chris Masters a quien derrotó, sin embargo Jovica le dijo que tendría que vencer a Kenny Dykstra para ganar esa oportunidad. En su encuentro con Dykstra, Ray Gonzalez interviene costándole la lucha tal como hiciera Gilbert a Gonzalez hacía un año en su debut. Esto los llevó a una lucha callejera en Euphoria 2012, encuentro que ganaría Gonzalez. Durante el mes de febrero en el evento La Hora de la Verdad, Gilbert inició un corto feudo con La Amenaza Bryan, este envolvía el Campeonato de Puerto Rico en posesión de Gilbert. Título al que al poco tiempo Gilbert renunciaría. El 4 de marzo de 2012 en el evento Noche de Campeones, Gilbert derrota a Carlito para coronarse como nuevo Campeón Universal. En Aniversario 2012 perdió el campeonato ante Apolo. En el 2013 se une a Carlito, a Carlitos Caribbean Company como (Super Fenix) este fue manejado por Orlando Toledo y así también apoderándose nuevamente del Campeonato Universal.

### Internacional

#### Fighting Spirit Wrestling (2011 - 2012)
Gilbert debutó en la escena internacional con FSW el 9 de diciembre de 2011 en el evento "Inmortal Holidays" donde se coronaria primer campeón mundial de FSW al derrotar a Sami Callihan, Homicide y Shane Douglas.

## Campeonatos y logros
- World Wrestling Council
  - WWC Universal Heavyweight Championship (4 veces) (La 2.ª Vez Como Super Fenix)
  - WWC Puerto Rico Heavyweight Championship (2 veces)
- International Wrestling Association
  - IWA Intercontinental Heavyweight Championship (1 vez)
  - IWA World Tag Team Championship (1 vez) con Rick Stanley
- Fighting Spirit Wrestling
  - FSW World Heavyweight Championship (1 vez)
- Puerto Rico Wrestling: Valores del Año
  - Luchador del año (2011)
  - Ángulo del año (2011) junto a El Invader #1
  - Luchador de más progreso (2011)

- Datos: Q5560752
- Multimedia: Gilberto Cruz / Q5560752